# Merlucciidae
Merlucciidae é uma família de peixes actinopterígeos pertencentes à ordem Gadiformes.